# Big Baby Tape
Big Baby Tape, de son nom civil Iegor Olegovitch Rakitine (en russe : Егор Олегович Ракитин), né le 5 janvier 2000 à Moscou, est un rappeur russe. Il performe également sous les alias de DJ Tape, sous lequel il compose, et de Tape LaFlare, son alter ego.

## Biographie

### Enfance et débuts
Né le 5 janvier 2000, Iegor Rakitine découvre le rap à l'âge de 4 ans, lorsqu'il entend pour la première fois les morceaux de 50 Cent, qui impressionnent le futur musicien. Un peu plus tard, Rakitine découvre les morceaux de Gucci Mane, qui influencent son travail actuel. À l'âge de 12 ans, il commence à apprendre à créer de la musique avec le logiciel Fruity Loops, qu'un ami de sa sœur lui fait découvrir. Au début, il appuie au hasard sur différents boutons, ne comprenant pas comment utiliser le logiciel, et l'abandonne rapidement. Un an plus tard, Rakitine se remet à travailler sur ce programme et n'a pas cessé de créer des beats (instrumentaux hip-hop), ne s'arrêtant pas plus d'un jour pendant plusieurs années. Ses références en matière de beatmaking sont, à différentes époques, Madlib, DJ Zinc, DJ Rashad, DJ Smokey et DJ Paul. À l'âge de 15 ans, Rakitine prend le pseudonyme de DJ Tape et prévoit même de sortir un album instrumental sous le nom de DJ Tape 2000, mais le projet ne voit finalement jamais le jour car Rakitine a n'a pas avoir été en mesure d'amener le projet à la qualité attendue. Par la suite, il décide de rapper sous le pseudonyme de Big Baby Tape.

### Hoodrich TalesetDragonborn(2017–2018)
En mai 2017, Big Baby Tape sort son premier EP, intitulé Cookin' Anthems et composé de 4 titres, est publiée. Fin 2017, Rakitine rencontre le rappeur Feduk après l'avoir vu écouter ses chansons dans des stories sur Instagram. Dans une interview pour l'émission vDudy, Feduk déclare que Big Baby Tape est dans le top 2 de ses rappeurs préférés, et Big Baby Tape obtient sa première grande publicité. Big Baby Tape commence ensuite à vendre ses compositions à d'autres rappeurs.
Outre Feduk, en 2018, Big Baby Tape attire l'attention d'artistes majeurs tels que Kizaru, Boulevard Depo, Face et Pharaoh,. Le 8 mars 2018, un single commun avec Feduk, Hustle Tales,,,, est publié. Le 1er juin 2018, le premier EP Hoodrich Tales est publié avec des apparitions de Polyana (MellowBite), Alizade, Boulevard Depo, Feduk et l'alter ego de Big Baby Tape, Tape LaFlare,,,. Le portail hip-hop The Flow place l'album au numéro 37 des « 50 albums nationaux de 2018 ».
Le 16 novembre 2018, le premier album studio de Dragonborn sort sur le label Warner Music Russia. Les rappeurs Boulevard Depo, Husky, Jeembo, i61, White Punk et d'autres,,, participent à l'enregistrement de la sortie musicale. Quelques jours après la sortie de l'album, le morceau Gimme the Loot prend la première place des classements de chansons sur Apple Music, iTunes et VKontakte, devant les derniers albums de Feduk et LJ, et dépassant Sicko Mode de Travis Scott et Thank U, Next d'Ariana Grande sur le site web Genius,.

### Autres sorties (depuis 2019)
Le 8 mars 2019, la chaîne YouTube officielle du collectif Benzo Gang, dont Big Baby Tape est le fondateur et le leader, publie une vidéo d'une demi-heure dans laquelle Rakine raconte leur connaissance, le travail au sein du collectif et la relation avec chaque participant.
Le 10 mai 2019, le deuxième EP de Big Baby Tape intitulé Arguments and Facts est publié. Le 5 avril 2023, un extrait d'un titre de l'album prévu pour 2023 VARSKVA est présenté sur la page officielle VKontakte de l'artiste.

## Discographie

### Albums studio
- 2018 : Dragonborn
- 2021 : Bandana I (avec Kizaru)
- 2023 : Varskva
- 2024 : Peekaboo (avec Aarne)

### EP
- 2018 : Hoodrich Tales
- 2019 : Arguments and Facts

### Mixtapes
- 2016 : The Further Adventures Inside the Trap
- 2017 : Cookin' Anthem

### Singles
- 2017 : Trailer Traphouse
- 2017 : One Love
- 2017 : Take A Lick 2017 Freestyle
- 2017 : Trap Medals (avec Tape LaFlare et Alizade)
- 2017 : Dave Chappelle
- 2017 : GUF (Tribute) (avec Tape LaFlare)
- 2017 : Neighborhood Hoe Freestyle
- 2017 : Go Go Tape
- 2017 : Big Dope (avec KirbLaGoop)
- 2017 : Wasabi
- 2017 : Gelato
- 2017 : Home Alone
- 2018 : Flip Phone Twerk
- 2018 : Hustle Tales (avec Feduk)
- 2018 : Point Em Out Freestyle
- 2018 : Gimme the Loot
- 2019 : Trap Luv
- 2020 : Errday
- 2020 : Balance
- 2020 : Kari
- 2021 : Verliebt (russ. Влюбилась) (avec Molodoy Platon)
- 2022 : Vlaga (avec Arut)
- 2022 : Мой белый (avec Young Moscow)
- 2022 : Like A G6
- 2023 : Hoodak MP3 (avec Aarne)
- 2023 : Dying 2 Live
- 2023 : M11 (avec ALBLAK 52)
- 2024 : BBTeam Freestyle
- 2024 : No Diddy
- 2024 : Turbo (Majestic)